# Rencontre dans la troisième dimension
Pour plus de détails, voir Fiche technique et Distribution.
Rencontre dans la troisième dimension est un film en 3D de comédie d'aventure américano-belge réalisé par Ben Stassen et sortie en 1999.

## Fiche technique
- Titre original : Encounter in the Third Dimension
- Réalisation : Ben Stassen
- Scénario : Ben Stassen et Kurt Frey
- Photographie : Sean MacLeod Phillips
- Montage : Sean MacLeod Phillips
- Musique : Louis Vyncke
- Costumes :
- Décors :
- Animation : Michel Denis
- Producteur : Charlotte Huggins
  - Producteur délégué : George Elder et Ben Stassen
  - Coproducteur : Kim Nelson Fry et Sean MacLeod Phillips
- Sociétés de production : Iwerks Entertainment, Luminair Film Productions, Movida et nWave Pictures
- Sociétés de distribution : Ventura Distribution
- Pays d'origine :  États-Unis et  Belgique
- Langue originale : anglais
- Format : couleur
- Genre : Comédie d'aventure
- Durée : 40 minutes
- Dates de sortie :
  - États-Unis : 31 mars 1998
  - France : 5 juillet 2000

## Distribution
- Stuart Pankin : le professeur et M.A.X.
- Cassandra Peterson : Elvira
- Harry Shearer : le narrateur
- Andrea Thompson : Ruth